# مردم‌سالاری رادیکال
 مردم سالاری رادیکال 
مردم سالاری رادیکال ، به عنوان یک ایدئولوژِی توسط ارنستو لاکلائو و چنتل موف در کتاب شان « هژمونی و استراتژی سوسیالیستی : بسوی یک سیاست رادیکال - دموکراتیک » در سال 1985 مطرح شد . این دو نظریه پرداز استدلال میکردند که آن جنبش‌های اجتماعی که در پی تغییر سیاسی و اجتماعی هستند به راهبردی نیاز دارند که تصور نئولیبرال‌ها و نومحافظه کاران را از مفهوم دموکراسی به چالش بکشد . این راهبرد همان بسط تعریف لیبرالی از دموکراسی است که بر پایه آزادی و برابری بنا شده‌است و در عین حال تفاوت‌ها و اختلافات را بر میتابد . 
لاکلائو و موف ادعا دارند که لیبرال دموکراسی در کوشش خود جهت ساختن اجماع و وفاق ، به آرای مخالف ، نژادها ، طبقات ، جنیست‌ها و جهان بینی‌های گوناگون ستم روا می دارد . در جهان ، در یک سرزمین و در یک جنبش اجتماعی ، اکثریت خاموشی قرار دارند که علیه این اجماع مقاومت می‌کنند . رادیکال - دموکراسی تنها پذیرش تفاوت‌ها ، تخاصمات ، تنوعات و اختلافات آرا نیست بلکه وابسته به آن‌ها است . آرای لاکلائو و موف بر این فرض استوار است که مناسبات قدرتمدار ظالمانه‌ای در جامعه وجود دارد و این مناسبات باید آشکار و سپس اصلاح گردند . با ساختن مردم سالاری پیرامون اختلافات و تفاوت‌ها ، روابط ظالمانه قدرت موجود در جامعه قادر خواهند بود به صف مقدم آمده به چالش کشیده شوند . 